# Lac de Madine

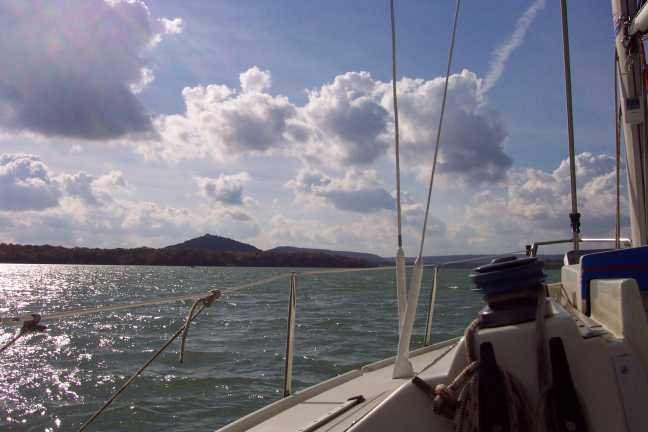
Lac de Madine bei Montsec

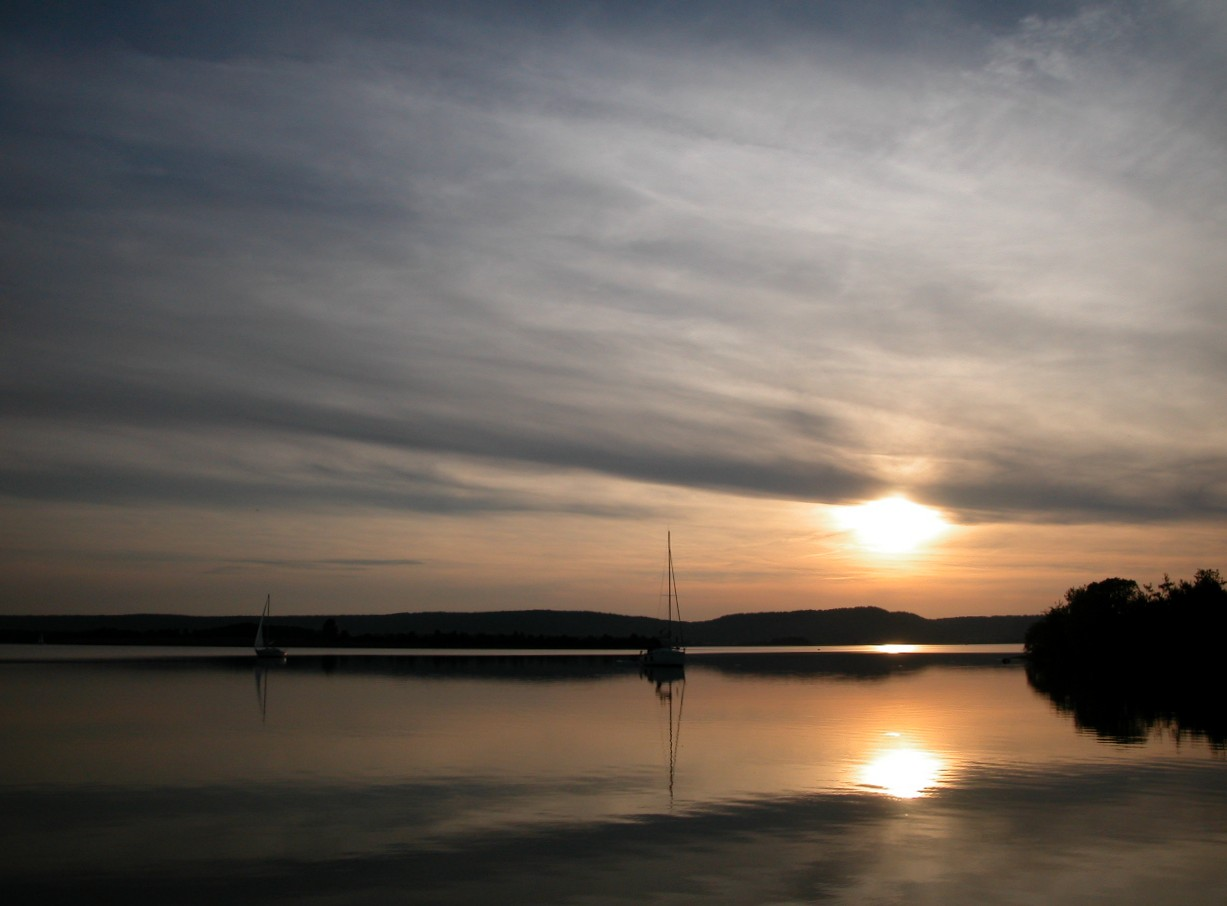
Abendstimmung

Der Lac de Madine ist ein Stausee im Osten Frankreichs, der vom kleinen Fluss Madine gespeist wird. Er hat bei einer Fläche von knapp 12 Quadratkilometern eine Tiefe von bis zu 14 Metern und ein Einzugsgebiet von 32 Quadratkilometern. Seine Oberfläche liegt auf 240 m Höhe. Der See gehört zum Regionalen Naturpark Lothringen (französisch Parc naturel régional de Lorraine).
Der größte Teil der Wasserfläche liegt im Département Meuse, ein kleiner im Département  Meurthe-et-Moselle, beide in der Region Grand Est. Zugang zum See findet man über die Dörfer Nonsard-Lamarche und Heudicourt-sous-les-Côtes.
Der Lac de Madine dient als Trinkwasserreservoir für die Städte Metz und Nancy, gleichzeitig ist er eine touristische Attraktion in dieser ländlichen Gegend. Eigentümer ist das Syndicat mixte du Lac de Madine, ein Zusammenschluss der Städte Metz und Nancy sowie weiterer öffentlicher Körperschaften.
Einen Sportboothafen gibt es in Nonsard-Lamarche, einen kleineren mit Segelschule in Heudicourt-sous-les-Côtes.
Mehrmals jährlich finden am Lac de Madine in Nonsard-Lamarche Oldtimer-Treffen statt, die Besucher aus ganz Frankreich und Deutschland anziehen. Jedes Jahr während der Pfingstfeiertage wurden die Campingplätze rund um den See, insbesondere der Campingplatz Nr. 1, unter dem Motto „Strack am Lac“ zur Partymeile für viele Jugendliche aus dem Saarland und der Pfalz.
Unweit des Rupt de Mad befindet sich die Butte de Montsec, ein amerikanisches Denkmal, das für die Kriegsopfer des Ersten Weltkrieges errichtet wurde. Dieses Monument kann man auch von der Bahnstrecke Metz-Paris aus gut erkennen.